# Hitohira no hanabira
A Hitohira no hanabira (ヒトヒラのハナビラ, ’Egyetlen virágszirom’) a Stereopony japán együttes bemutatkozó kislemeze, amely 2008. november 5-én jelent meg a gr8! Records kiadó gondozásában. A címadó dalát, a Hitohira no hanabirát a Bleach anime-sorozat tizenhetedik zárófőcím-dalaként is lehetett hallani.
A kislemez a huszonötödik helyezést érte el az Oricon heti kislemezlistáján.

## Számlista
1. Hitohira no hanabira (ヒトヒラのハナビラ?, ’Egyetlen virágszirom’)
2. Njami (ニャーミィ?)
3. Júkan na Funny Friends (勇敢なファニーフレンズ; Hepburn: Yūkan na Funny Friends?, ’Bátor vicces barátok’)
4. Hitohira no hanabira (Instrumental) (ヒトヒラのハナビラ?)

### Oricon eladási lista (Japán)
| Megjelenés        | Eladási lista             | Legjobb helyezés | Eladások |
| ----------------- | ------------------------- | ---------------- | -------- |
| 2008. november 5. | Oricon heti kislemezlista | 25               | 15 489   |